# トビアス・ラウ
トビアス・ラウ（Tobias Rau, 1981年12月31日 - ）は、西ドイツ（現ドイツ）・ニーダーザクセン州ブラウンシュヴァイク出身の元サッカー選手。元ドイツ代表。現役時代のポジションは左サイドバック。

## 経歴

### クラブ
3部であるレギオナルリーガに属する地元のアイントラハト・ブラウンシュヴァイクでプロデビューを果たしたラウは、1季目から主軸として公式戦50試合以上に出場した。その後、1部のVfLヴォルフスブルクに引きぬかれ、2001年8月18日のSCフライブルク戦（1-1）で移籍後初出場を飾った。
ヴォルフスブルクでの安定した活躍から同リーグの強豪バイエルン・ミュンヘンに関心を寄せられた。その後、ドイツ代表でデビューし、バイエルンと契約するなどキャリアの絶頂期を迎えたかに思われたが、移籍1季目に大腿部の怪我とウイルス感染により出場機会が大幅に限られた。2季目は、開幕前にポジション争いをしていたビセンテ・リザラズがオリンピック・マルセイユへ去ったこともあり、失意に終わった昨季を払拭するように臨んだが、フェリックス・マガト監督は昨季まで右サイドで起用されていたハサン・サリハミジッチを左SBに据え、さらに、2005年1月の移籍市場でリザラズが復帰したことでより一層厳しい立場となった。また、リーグ終盤戦では太腿に深刻な負傷をしたことがさらに状況を悪化させてしまった。バイエルンでは、度重なる負傷の影響からリーグ戦出場僅か13試合（Bチームでの出場7試合）に終わった。
2005年7月からアルミニア・ビーレフェルトへ所属先を変更したが、ここでも負傷の影響により控えの日々を過ごし、2009年6月30日に退団。在籍4季で平均8試合だった。その後、2部や国外のクラブからオファーがあったものの、教職の道を歩むことを決意したラウは、学位を取得するために大学進学することを選択し、7月6日に27歳という若さで現役引退を表明した。引退後はビーレフェルト大学でスポーツ、教育、科学を学んでいる。
2012-13シーズンに地域リーグに属するアマチュアのTV Neuenkirchenに在籍していることが確認された。

### 代表
U-20代表としては、2001年2月27日のU-20ポルトガル戦（0-3）で初出場し、2日後の3月1日にマデイラ諸島でのU-20イタリア戦（0-2）が最後の試合となった。2002年から活動したU-21代表では、2月12日にベルファストでのU-21北アイルランド戦（1-0）で初出場して以降で9試合に出場し、4試合目となった5月15日のイストルでのU-21日本戦（3-3）で初得点を記録した。
2003年2月12日にパルマ・デ・マヨルカでのスペインとの親善試合（1-3）でA代表初出場を飾り、同年のカナダ戦で初得点を挙げた。9月10日にドルトムントでのスコットランド戦（2-1）が最後の試合となり、最終的に7試合1得点を記録した。
2005年9月6日にトルコA2戦（1-1）でBチームにあたるチーム2006初出場をした。

## タイトル
クラブ
バイエルン・ミュンヘン
- ブンデスリーガ : 2004-05
- DFBポカール : 2004-05
- DFLリーガポカール : 2004